# Intoxicação por proteínas
O envenenamento por proteínas (também conhecido coloquialmente como fome de coelho, mal de caribu ou fome de gordura) é uma forma aguda de desnutrição causada por uma dieta deficiente em gordura e carboidratos, onde quase todas as calorias consumidas vêm da proteína da carne magra.  O conceito é discutido no contexto de investigações paleoantropológicas sobre a dieta de humanos antigos, especialmente durante o último máximo glacial e em altas latitudes.
O termo fome de coelho se origina do fato de que a carne de coelho é muito magra, com quase todo o seu conteúdo calórico de proteína e não de gordura, e, portanto, um alimento que, se consumido exclusivamente, causaria intoxicação por proteínas. Animais em ambientes hostis e frios também se tornam magros.  
Os sintomas relatados incluem náusea e fadiga iniciais, seguidas de diarreia e, finalmente, morte.